# 임푸른
임푸른(林푸른, 1984년 11월 22일 ~ )은 대한민국의 정치인이다. 김기홍이 사망한 후 대한민국 유일의 트랜스젠더 정치인으로 주목받고 있다.

## 생애
충청남도 아산시 출신으로 임광웅 전 충남 아산시의원이 그의 아버지이다. 건국대학교 충주대학(현재의 건국대학교 GLOCAL캠퍼스)에서 사회복지학과 학사 과정을 졸업했다. 출생 당시에는 남성이었으나 성장해 가면서 여성처럼 가슴이 나오고 엉덩이가 커지는 현상을 경험했다. 그러나 어린 시절에 소아암 진단을 받았기 때문에 성전환 수술을 받지 않았고 직장에서도 한동안 남성처럼 지냈다.
그러던 중에 직장에서 다니던 여자친구의 제안을 받은 다음에 자신이 직접 입은 여자 옷이 잘 어울린다고 생각했고 직장에서는 남자 옷을, 여가 시간에는 여자 옷을 입으면서 생활했다. 이후에 트랜스젠더 공동체에서 자신의 성 정체성을 이해했고 행동하는 성소수자 인권연대에서 활동하게 된다. 그 뒤에 충남차별금지법제정연대 집행위원장, 행동하는성소수자인권연대(행성인) 트랜스젠더퀴어인권팀 팀장을 역임했고 정의당에서는 성소수자위원회 부위원장을 역임했다.

## 역대 선거 결과
| 실시년도 | 선거  | 대수 | 직책     | 선거구   | 정당   | 득표수      | 득표율         | 순위          | 당락 | 비고      |
| -------- | ----- | ---- | -------- | -------- | ------ | ----------- | -------------- | ------------- | ---- | --------- |
| 2020년   | 총선  | 21대 | 국회의원 | 비례대표 | 정의당 | 2,697,956표 | \| \| 9.67% \| | 비례대표 24번 | 낙선 | 승계 불능 |
|          | 9.67% |      |          |          |        |             |                |               |      |           |